# Klanec pri Kozini
Klanec pri Kozini – wieś w Słowenii, w gminie Hrpelje-Kozina. 1 stycznia 2017 liczyła 119 mieszkańców.